# Varicellaimpfstoff
Ein Varicellaimpfstoff oder Varizellaimpfstoff (Synonym: Windpockenimpfstoff) ist ein Impfstoff gegen Infektionen mit dem Varizella-Zoster-Virus (VZV). Der Varicellaimpfstoff befindet sich auf der Liste der unentbehrlichen Arzneimittel der Weltgesundheitsorganisation.

## Eigenschaften
Der Varicellaimpfstoff ist ein attenuierter Windpocken-Lebendimpfstoff. Der erste Varicellaimpfstoff vom Impfstamm Oka wurde in den 1970er Jahren in Japan entwickelt und im Jahr 1984 in Deutschland unter dem Namen Varilrix, sowie 1988 in Japan und Korea zugelassen. 1995 wurde in den USA Varivax zugelassen, der auf dem Oka/Merck-Impfstamm basiert – 2010 in Deutschland. In Form eines Kombinationsimpfstoffes wurde die Varicellakomponente in den MMRV-Impfstoffen erstmals in Form von ProQuad integriert; dieser kam 2005 in den USA und 2006 in Deutschland auf dem Markt.
Die Attenuierung des Varicellavirus-Impfstamms Oka wurde durch serielle Passagen in humanen embryonalen Lungenzellkulturen, in embryonalen Meerschweinchen-Fibroblasten und in der WI-38-Zelllinie erreicht. Der Oka/Merck-Impfstamm wurde zusätzlich 31-mal in der Zelllinie MRC-5 passagiert. Im Einzel-Varicellaimpfstoff sind 1350 PFU (Plaque Forming Units, bzw. PBE plaquebildende Einheiten) enthalten, während knapp 10.000 PFU (ProQuad) bzw. 2000 PFU (Priorix-Tetra) im MMRV-Impfstoff vorhanden sind. Im Varicellaimpfstoff gegen Herpes-Zoster sind 19.400 PFU enthalten.
Der Monoimpfstoff enthält neben den lebenden, abgeschwächten Varicella-Viren noch als Inhaltsstoffe oft Saccharose, Aminosäuren, Natrium- und Kaliumsalze sowie deren Phosphate. Wasser dient als Lösungsmittel.
| Impfstoff         | Unternehmen           | Vakzintyp | Ergebnisse | Zulassung                              |
| ----------------- | --------------------- | --- | --- | -------------------------------------- |
| Varivax, Varilrix | MSD & GlaxoSmithKline | attenuiert Stamm Oka/Merck (mind. 1350 plaquebildenden Einheiten [PBE]) bzw. Oka1 (mind. 2000 PBE) hergestellt in MRC-5          | Nach einmaliger Impfung wird in 95 % der Geimpften eine milde Erkrankung verhindert und in 100 % eine schwere Erkrankung | Windpocken                             |
| Zostavax          | MSD                   | attenuiert Stamm Oka/Merck (mind. 19.400 PBE) hergestellt in MRC-5                                                               | Immunantwort in 70 % der 50-Jährigen, 64 % bei 60-Jährigen, 41 % bei 70-Jährigen und 18 % in 80-Jährigen                 | Gürtelrose, Windpocken bei Erwachsenen |
| Shingrix          | GlaxoSmithKline       | Untereinheitenimpfstoff (Glykoprotein-E-Antigen) mit Adjuvans AS01B/QS-21/Monophosphoryl-Lipid A (MPL) hergestellt in CHO-Zellen | Immunantwort in Geimpften über 65 Jahren. Im ersten Jahr 90 % Impfschutz, nach vier Jahren 88 %                          | Gürtelrose                             |

## Immunologie
Der Impfstoff für Kinder wird meistens durch zweimalige, subkutane Injektion verabreicht. Nach einer Impfung entwickeln 97 % der Kinder über zwölf Monaten messbare Titer für neutralisierende Antikörper für eine Dauer von sieben bis zehn Jahren. Der Impfschutz gegen eine Infektion liegt nach einer Impfung zwischen 70 und 90 % bzw. zwischen 90 und 100 % gegen eine Erkrankung. Bei Menschen über 13 Jahren entwickeln 78 % der Geimpften Antikörper und 99 % der Geimpften nach einer zweiten Impfung. Eine erworbene Immunität hält mit über zwanzig Jahren vergleichsweise lange an, vermutlich lebenslang in einem Großteil der Geimpften. Jedoch verlieren manche Kinder ihren Impfschutz bereits nach fünf bis acht Jahren. Eine Erkrankung verläuft bei Geimpften milder, mit meistens weniger als 50 Pockenläsionen und meistens ohne Fieber.
Varicellaimpfstoffe sind Bestandteil des Mehrfachimpfstoffs MMRV-Impfstoff (Zulassung USA 2005), zusammen mit einem Mumpsimpfstoff, einem Masernimpfstoff und einem Rötelnimpfstoff. Zugelassen sind auch Monoimpfstoffe.

## Handelsnamen
Handelsnamen für Varicellaimpfstoffe sind in Deutschland die Monoimpfstoffe Varivax und Varilrix sowie die MMRV-Impfstoffe ProQuad und Priorix-Tetra (Stand 2021).
In Deutschland und den USA wurde der Vertrieb von Zostavax eingestellt.